# Wet van Berthollet
De  wet van Berthollet, ook bekend als de wet van chemische actie, is een wet opgesteld door de Franse chemicus Claude Louis Berthollet die handelt over de hoeveelheden waarin chemische substanties voorkomen tijdens evenwichtsreacties. Hoewel de wet niet helemaal correct is, was Berthollet een van de eersten die opmerkte dat de hoeveelheden of concentraties waarin chemicaliën aanwezig zijn het chemische evenwicht kunnen beïnvloeden.

## Geschiedenis
Aan het begin van de 19de eeuw was Berthollet op zoek naar een chemische drijvende kracht of activiteit. Tot dan toe werd gesproken over affiniteiten, maar Berthollet merkte dat de aanwezige hoeveelheden invloed hadden op de chemische kracht. Dit werd als volgt geformuleerd: 
chemische kracht = affiniteit × concentratie
Bij een evenwichtsreactie van de vorm 
{\displaystyle AB+C\Leftrightarrow A+BC}
zal toevoeging van de component C het evenwicht naar rechts verschuiven. De affiniteit blijft constant, maar de concentratie C zorgt voor een verhoogde activiteit.  Later is uit de wet van Berthollet de wet der massawerking gevloeid.